# Tenille Dashwood
Tenille Averil Dashwood, meglio conosciuta con il ring name Emma (Melbourne, 1º marzo 1989), è una wrestler australiana.

## Carriera

### Gli esordi (2005–2008)
Tenille Dashowwd viene introdotta nel mondo del wrestling nel 2002 da suo fratello maggiore Jake, all'età di 13 anni. Nel 2005, fa qualche apparizione per la Pro Wrestling Women's Alliance con il ring name Valentine. Tuttavia, fino al 2007, viene impiegata soltanto come aiutante nel montare i ring per via di alcuni problemi alla spalla sinistra. Ad inizio 2008, si trasferisce a Calgary (Canada) per allenarsi alla Storm Wrestling Academy sotto la guida di Lance Storm.

### Circuito indipendente (2008–2011)
Nel settembre del 2008, Tenille Dashowwd fa ritorno in Australia, dove inizia a combattere con una certa regolarità. Il 24 ottobre, Tenille compie il suo esordio nel wrestling professionistico, partecipando ad uno show della Chaos Championship Wrestling con il ring-name Tenille Tayla, in cui prende parte ad un Fatal 4-Way match contro Cassie Kai, Vixsin e Kellie Skater, vinto da quest'ultima. Il 25 ottobre, Tenille è stata sconfitta da Kellie Skater. Il 19 dicembre, Tenille prende parte ad un 6-Way elimination match insieme ad Arcade Pink, Jessie McKay, Madison Eagles, Sara Del Rey e Sway, ma è stato vinto dalla Del Rey. Il 19 gennaio 2009, Tenille prende parte ad un Fatal 4-Way match contro Jessie McKay, Kellie Skater e Sway, ma è stato vinto dalla Skater. Il 21 febbraio Tenille, Jessie McKay, Sara Jay e Shazza McKenzie sono state sconfitte da Aurora, Kellie Skater, Sway e Vida Loca in un Tag team elimination match. Il 22 febbraio, Tenille vince la prima edizione del torneo Queen of the Warriors organizzato dalla PWWA, sconfiggendo Shazza McKenzie al primo turno, Jessie McKay in semifinale e Kellie Skater in finale.
Il 2 maggio 2009, Tenille Dashwood fece il suo esordio nella Shimmer Women Athletes, perdendo contro Amber O'Neal. Nel Volume 24, Tenille fece coppia con Rayna von Tosh, ma furono sconfitte dalle Experience (Lexie Fyfe e Malia Hosaka). Nel Volume 25, Tenille sconfisse Jetta. Nel Volume 26, Tenille fu sconfitta da Rain. Nel Volume 27, Tenille fu sconfitta da Malia Hosaka. Nel Volume 28, Tenille e Jessie McKay furono sconfitte dalle International Home Wrecking Crew (Jetta e Rain).
Il 10 aprile 2010, nel Volume 29, Tenille fu sconfitta da Sara Del Rey. Nel Volume 34, Tenille fu sconfitta da Portia Perez. Nel Volume 34, Tenille sconfisse Athena e Daizee Haze. Nel Volume 36, Tenille e Jessie McKay furono sconfitte dalle Canadian Ninjas (Nicole Matthews e Portia Perez) in un match valevole per gli SHIMMER Tag Team Championship.
Il 29 gennaio 2010, Tenille ha sfidato Veronika Vice per l'ECCW Women's Championship, ma ha vinto per squalifica, non conquistando la cintura. Il 19 febbraio, Tenille e Scotty Mac hanno sconfitto i Pop Culture (Bishop e Veronika Vice) in un Mixed tag team match. Il 6 marzo, Tenille ha sconfitto KC Spinelli. Il 19 marzo, Tenille ha sconfitto Veronika Vice, riconquistando l'ECCW Women's Championship per la seconda volta. Il 30 aprile, Tenille ha difeso il titolo contro Nicole Matthews. Il 28 maggio, Tenille ha difeso il titolo contro Lylah Lodge. Il 5 giugno, Tenille ha sfidato Veronika Vice in un match titolato, terminato in double count out. Il 25 giugno, Tenille e KC Spinelli sono state sconfitte da Nicole Matthews e Veronika Vice. Il 26 giugno, Tenille ha difeso il titolo contro KC Spinelli e Nicole Matthews in un Triple threat match. Il 10 luglio, Tenille ha difeso il titolo contro Nicole Matthews. Il 23 luglio, Tenille e KC Spinelli hanno sconfitto Lylah Lodge e Veronika Vice. Il 24 settembre, Tenille ha difeso il titolo contro Lylah Lodge. Il 29 ottobre, Tenille ha perso il titolo contro Nicole Matthews in un Tables match. Il 26 dicembre, Tenille ha sfidato Nicole Matthews per l'ECCW Women's Championship, ma è stata sconfitta.
L'8 gennaio 2011, Tenille prende parte ad un Triple threat match contro KC Spinelli e Veronika Vice, ma è stato vinto dalla Vice. Il 21 gennaio, Tenille ha sconfitto Veronika Vice. Il 12 febbraio, Tenille e Red Money sono stati sconfitti da Nicole Matthews e Ray Brooks in un Mixed tag team match. Il 25 febbraio, Tenille è stata sconfitta da Veronika Vice. Il 9 aprile, Tenille e Ravenous Randy hanno sconfitto KC Spinelli & Pete Powers e Nicole Matthews & Ray Brooks in un Triple threat tag team match. Il 29 aprile, Tenille ha sconfitto Veronika Vice. Il 7 maggio, Tenille è stata sconfitta da Nicole Matthews.

### WWE (2011–2017)

#### Florida Championship Wrestling (2011-2012)
Il 4 marzo 2011, Tanille Dashwood firma un contratto con la WWE, dopo aver partecipato ad un provino organizzato dalla Florida Championship Wrestling, all'epoca territorio di sviluppo della WWE. Debutta in FCW più di un anno dopo, il 1º agosto 2012, partecipando ad una 6-Women Battle Royal vinta da Audrey Marie.

#### NXT(2012–2014)
In seguito alla chiusura della Florida Championship Wrestling nell'agosto del 2012, Emma viene spostata ad NXT. Effettua il suo debutto il 16 agosto, cambiando ring-name in Emma e lottando in coppia con Paige, venendo sconfitte da Raquel Diaz e Skyler Moon.
Emma compie il suo debutto televisivo nella puntata di NXT del 28 novembre, dove è stata sconfitta da Audrey Marie. Nella puntata di NXT del 9 gennaio 2013, Emma è stata sconfitta da Paige; da questo match, inizia ad interpretare la gimmick di una ballerina maldestra, iniziando man mano ad ottenere consensi da parte del pubblico, diventando una delle beniamine di esso. Nella puntata di NXT del 27 febbraio, Emma è stata sconfitta da Aksana. Nella puntata di NXT del 13 marzo, Emma è stata sconfitta da Summer Rae. Nella puntata di NXT del 17 aprile, Emma ha sconfitto Bayley, ottenendo così la sua prima vittoria. Nella puntata di NXT del 29 maggio, Emma ha sconfitto Audrey Marie. Nella puntata di NXT del 26 giugno, Emma prende parte al torneo per decretare la campionessa inaugurale del roster e detentrice dell'NXT Women's Championship, sconfiggendo Aksana al primo turno. Nella puntata di NXT del 10 luglio, Emma ha sconfitto Summer Rae nella semifinale del torneo, giungendo all'ultimo atto dove affronterà Paige. Nella puntata di NXT del 24 luglio, Emma è stata sconfitta da Paige, la quale si laurea prima campionessa femminile del brand giallo. Nella puntata di NXT del 28 agosto, Emma ha sconfitto Summer Rae. Nella puntata di NXT del 2 ottobre, Emma e Santino Marella hanno sconfitto Summer Rae e Fandango in un Mixed tag team match. Nella puntata di NXT del 16 ottobre, Emma e Paige sono state sconfitte da Sasha Banks e Summer Rae. Nella puntata di NXT del 23 ottobre, Emma è stata sconfitta da Sasha Banks. Nella puntata di NXT del 1º gennaio 2014, Emma ha sconfitto Natalya, diventando la prima sfidante all'NXT Women's Championship detenuto da Paige. Nella puntata di NXT del 5 febbraio, Emma ha sconfitto Alicia Fox. Nella puntata di NXT del 12 febbraio Emma, Bayley e Natalya hanno sconfitto Alicia Fox, Sasha Banks e Summer Rae. Nella puntata di NXT del 19 febbraio, Emma ha sconfitto Summer Rae. Il 27 febbraio, ad NXT Arrival, Emma affronta Paige per l'NXT Women's Championship nel primo vero TakeOver del roster, ma è stata sconfitta, in quello che verrà ricordato da molti come il primo vero incontro che ha cambiato la divisione femminile nella WWE e fatto partire la Women's Revolution. Nella puntata di NXT del 6 marzo, Emma è stata sconfitta da Charlotte. Nella puntata di NXT del 3 aprile, Emma ha sconfitto Sasha Banks. Nella puntata di NXT del 24 aprile, Emma e Paige sono state sconfitte da Charlotte e Sasha Banks. Nella puntata di NXT dell'8 maggio, Emma prende parte al torneo per decretare la nuova detentrice dell'NXT Women's Championship dopo il debutto di Paige nel main roster e la conseguente vittoria del Divas Championship, ma è stata sconfitta da Charlotte al primo turno. Nella puntata di NXT del 12 giugno Emma, Bayley e Paige hanno sconfitto le BFFs (Charlotte, Sasha Banks e Summer Rae). Nella puntata di NXT del 18 settembre, Emma è stata sconfitta da Charlotte. Nella puntata di NXT del 30 ottobre, Emma è stata sconfitta da Carmella.

#### Main roster (2014–2017)
Debutta nel main roster per la prima volta nella puntata di Raw del 13 gennaio 2014, comparendo fra il pubblico, marcando la prima apparizione di un wrestler australiano in WWE. Nelle settimane seguenti, Emma continua ad apparire fra il pubblico di Raw e SmackDown, iniziando a creare tensioni con la sua rivale di NXT Summer Rae. Nella puntata di Raw del 3 febbraio, Emma viene scelta da Santino Marella fra gli spettatori (kayfabe) come rivale di Summer Rae in una dance off, che Emma vince grazie al voto decisivo del pubblico; in questo modo, Emma inizia a ricoprire il ruolo di manager di Marella. Nella puntata di Raw del 24 febbraio, Emma ha sconfitto Summer Rae nel suo match di debutto nel main roster. Nella puntata di Raw del 3 marzo, Emma e Santino Marella hanno sconfitto Summer Rae e Fandango in un Mixed tag team match. Nella puntata di Main Event del 25 marzo Emma, Eva Marie, Natalya e le Funkadactyls (Cameron e Naomi) sono state sconfitte da Aksana, Alicia Fox, Layla, Summer Rae e Tamina Snuka. Nella puntata di Superstars del 28 marzo, Emma ha sconfitto Summer Rae. Il 6 aprile, a WrestleMania XXX, Emma compie il suo debutto nel Grandest Stage of them All prendendo parte ad un Vickie Guerrero 14-Divas Invitational match per il Divas Championship detenuto da AJ Lee, ma è stato vinto dalla Lee. Nella puntata di Raw del 7 aprile, Emma e Santino Marella hanno sconfitto Summer Rae e Fandango in un Mixed tag team match. Nella puntata di Raw del 14 aprile, Emma e Santino Marella sono stati sconfitti da Fandango e la sua nuova assistente Layla in un Mixed tag team match. Nella puntata di Main Event del 15 aprile, Emma prende parte ad una Battle royal per decretare la prima sfidante al Divas Championship detenuto da Paige, ma è stata eliminata da Nikki Bella. Nella puntata di Raw del 21 aprile, Emma ha sconfitto Layla. Nella puntata di SmackDown del 9 maggio, Emma e Santino Marella sono stati sconfitti da Layla e Fandango in un Mixed tag team match. Nella puntata di Main Event del 13 maggio, Emma ha sconfitto Alicia Fox. Nella puntata di Raw del 26 maggio, Emma ha sconfitto nuovamente Alicia Fox. Dopo il suo arresto, la WWE il 2 luglio annuncia tramite il suo sito ufficiale il rilascio di Emma, ma dopo poche ore dal suo rilascio dalla compagnia, la WWE stessa riassume Emma nel proprio roster annunciando però che verranno presi dei provvedimenti riguardo al suo comportamento contro la legge. Nello stesso periodo, Santino Marella annuncia il suo ritiro dal wrestling lottato, chiudendo quindi la loro collaborazione.
Nella puntata di SmackDown del 31 ottobre, Emma prende parte ad una Divas Halloween Battle royal per decretare la prima sfidante al Divas Championship detenuto da AJ Lee, ma è stata eliminata da Alicia Fox. Nella puntata di Raw del 3 novembre, Emma è stata sconfitta da Nikki Bella. Il 23 novembre, alle Survivor Series, Emma fa parte del Team Fox (Emma, Alicia Fox, Naomi e Natalya) contro il Team Paige (Paige, Cameron, Layla e Summer Rae) in un 4-on-4 Traditional Survivor Series Elimination match, dove ha eliminato la Rae; alla fine, il Team Fox vince con un netto 4-0. Nella puntata di SmackDown del 28 novembre, Emma è stata sconfitta nuovamente da Nikki Bella. Nella puntata di Superstars del 4 dicembre, Emma è stata sconfitta da Paige. Nella puntata di Main Event del 16 dicembre, Emma è stata sconfitta nuovamente da Paige. Il 17 dicembre, a Tribute to the Troops, Emma prende parte ad una Divas Santa's Helper Battle royal, ma è stata eliminata per prima da Rosa Mendes. Nella puntata di Superstars del 18 dicembre, Emma ha sconfitto Summer Rae. Nella puntata di Raw del 22 dicembre Emma, Alicia Fox e Naomi hanno sconfitto Cameron, Paige e Summer Rae. Nella puntata di Superstars del 6 febbraio 2015, Emma e Naomi sono state sconfitte da Cameron e Summer Rae. Nella puntata di Raw del 23 febbraio, Emma e Paige sono state sconfitte dalle Bella Twins (Brie Bella e Nikki Bella). Nella puntata di Main Event del 28 febbraio, Emma e Paige sono state sconfitte nuovamente dalle Bella Twins. Nella puntata di Superstars del 27 marzo, Emma è stata sconfitta da Summer Rae. Nella puntata di Main Event del 4 aprile, Emma e Paige hanno sconfitto Cameron e Summer Rae. Nella puntata di Main Event dell'11 aprile, Emma è stata sconfitta da Summer Rae. Nella puntata di Raw del 13 aprile, Emma prende parte ad una Divas Battle royal per decretare la prima sfidante al Divas Championship detenuto da Nikki Bella, ma è stata eliminata da Alicia Fox. Nella puntata di Main Event del 18 aprile, Emma è stata sconfitta dalla rientrante Layla. Nella puntata di SmackDown del 7 maggio, Emma è stata sconfitta da Naomi. Nella puntata di Main Event del 12 giugno, Emma e Layla sono state sconfitte da Naomi e Tamina.
Nella puntata di NXT del 28 gennaio 2015, Emma annuncia il suo ritorno nel roster dicendo che la sua tenuta nel roster principale non aveva funzionato come lei stessa aveva pianificato. Nella puntata di NXT del 4 febbraio, Emma è stata sconfitta da Carmella. Nella puntata di NXT del 25 marzo, Emma effettua un turn heel, quando attacca verbalmente Bayley nel backstage, accusandola di averle tolto la possibilità di diventare campionessa femminile del roster, culminando in una faida. Passando fra il lato dei cattivi, Emma adotta un personaggio più aggressivo, lasciando quello della ballerina maldestra, iniziando ad essere più sicura di se. Nella puntata di NXT del 1º aprile, Emma è stata sconfitta da Bayley. Nella puntata di NXT del 29 aprile, Emma costa un match a Bayley contro Dana Brooke, continuando la rivalità e forma un'alleanza proprio con la Brooke. Nella puntata di NXT del 6 maggio, Emma è stata sconfitta da Charlotte. Nella puntata di NXT del 13 maggio, viene ufficializzato che ad NXT TakeOver: Unstoppable, Emma e Dana Brooke affronteranno il team formato da Bayley e Charlotte. Il 20 maggio, a NXT TakeOver: Unstoppable, Emma e Dana Brooke sono state sconfitte da Bayley e Charlotte. Nella puntata di NXT del 27 maggio, Emma ha sconfitto Bayley, e dopo averla attaccata insieme a Dana Brooke, vengono attaccate a loro volta da Charlotte. Nella puntata di NXT del 10 giugno, Emma ha sconfitto la jobber Blue Pants. Nella puntata di NXT del 1º luglio, Emma ha sconfitto Carmella. Nella puntata di NXT dell'8 luglio, Emma e Dana Brooke sono state sconfitte da Charlotte e Sasha Banks. Nella puntata di NXT del 22 luglio, Emma è stata sconfitta da Bayley. Nella puntata di NXT del 26 agosto, Emma vince un Fatal 4-way match contro Becky Lynch, Charlotte e Dana Brooke, schienando la Lynch. Nella puntata di NXT del 23 settembre, Emma e Dana Brooke insultano la nuova arrivata Asuka, durante la sua firma del contratto per far parte del roster. Nella puntata di NXT del 30 settembre, Emma e Dana Brooke hanno sconfitto Billie Kay e Peyton Royce. Il 7 ottobre, a NXT TakeOver: Respect, Emma accompagna Dana Brooke nel suo match perso contro Asuka, dove viene colpita proprio dalla giapponese dopo aver cercato di interferire. Nella puntata di NXT del 28 ottobre, Emma ha sconfitto la jobber Shazza. Nella puntata di NXT del 18 novembre, Emma ha sconfitto la jobber MaryKate. Nella puntata di NXT del 25 novembre, Emma e Dana Brooke continuano a prendersela con Asuka, attaccandola brutalmente nel backstage. Nella puntata di NXT del 2 dicembre, Emma ha sconfitto Liv Morgan. Il 16 dicembre, a NXT TakeOver: London, Emma è stata sconfitta da Asuka, nonostante le varie interferenze di Dana Brooke, in un match molto acclamato dalla critica. Nella puntata di NXT del 13 gennaio 2016, Emma prende parte ad una Battle royal per decretare la prima sfidante all'NXT Women's Championship detenuto da Bayley, ma è stata eliminata da Asuka. Nella puntata di NXT del 20 gennaio, Emma e Alexa Bliss sono state sconfitte da Bayley e Carmella. Nella puntata di NXT del 3 febbraio, Emma è stata sconfitta da Carmella. Nella puntata di NXT del 2 marzo, Emma ha sconfitto la jobber Santana Garrett. Nella puntata di NXT del 16 marzo, Emma ha sconfitto la jobber Deonna Purrazzo. Nella puntata di NXT del 23 marzo, Emma è stata sconfitta da Asuka nel main event della serata, in quello che sarà il suo ultimo match ad NXT.
Emma è ritornata nel roster principale nella puntata di Main Event del 22 marzo 2016 al fianco di Summer Rae, attaccando Alicia Fox e Natalya, durante un match fra Naomi e Paige, ditraendo quindi Paige ed alleandosi con il Team B.A.D. & Blonde formato da Lana, Naomi e Tamina. Nella puntata di Raw del 28 marzo, Emma ha sconfitto Paige, grazie ad una distrazione di Lana; a fine match, il Team B.A.D. & Blonde attaccano brutalmente Alicia Fox, Brie Bella, Paige e Natalya, salvate dalla rientrante Eva Marie. Il 3 aprile, a WrestleMania 32, Emma fa parte del Team B.A.D. & Blonde (Emma, Lana, Naomi, Tamina e Summer Rae) opposto al Team Total Divas (Alicia Fox, Brie Bella, Eva Marie, Paige e Natalya), dove sono state sconfitte quando Brie sottomette Naomi. Nella puntata di Main Event del 9 aprile, Emma è stata sconfitta da Paige. Nella puntata di SmackDown del 14 aprile, Emma ha sconfitto Paige. Nella puntata di Raw del 25 aprile, Emma è stata sconfitta da Natalya. Nella puntata di Raw del 2 maggio, Emma ha sconfitto Becky Lynch. Nella puntata di SmackDown del 5 maggio, Emma e Charlotte sono state sconfitte da Becky Lynch e Natalya. Nella puntata di Raw del 9 maggio, Emma e la debuttante Dana Brooke, sua alleata ad NXT, assaltano Becky Lynch nel backstage, iniziando una rivalità che però non ha inizio, poiché il 16 maggio Emma ha subito un infortunio alla schiena, costringendo la Brooke ad allearsi con Charlotte, tenendola fuori dagli schermi per diverso tempo.
Nella puntata di Raw del 3 ottobre 2016, sono state mostrate delle vignette di Emma in cui è stato presto annunciato il suo ritorno con il nuovo ringname Emmalina. Dopo circa diciassette settimane di vignette, Emmalina ha fatto il suo ritorno nella puntata di Raw del 13 febbraio 2017, limitandosi però ad apparire sullo stage e annunciando che ritornerà come Emma. La gimmick prevedeva quella di ricordare e ripercorrere quelli che erano i personaggi di Sable e The Kat, ma venne cestinata dopo che i produttori pensarono che la Dashwood non fosse in grado di interpretare un tale personaggio, facendola ritornare quindi a quello precedente. Infatti Emma è ritornata nella puntata di Raw del 3 aprile dove è stata sconfitta, insieme a Charlotte Flair e Nia Jax, dalla Raw Women's Champion Bayley, Dana Brooke e Sasha Banks. Nella puntata di Raw del 1º maggio Emma, Alexa Bliss, Alicia Fox e Nia Jax hanno sconfitto Bayley, Dana Brooke, Mickie James e Sasha Banks. Successivamente Emma ha subito un infortunio alla spalla che la costringerà a rimanere fuori dalle scene per un periodo di tempo imprecisato. Nella puntata di Raw del 12 giugno, Emma è tornata dall'infortunio ed è stata sconfitta, insieme alla Raw Women's Champion Alexa Bliss e Nia Jax, da Dana Brooke, Mickie James e Sasha Banks. Nella puntata di Raw del 26 giugno, Emma ha partecipato ad un Gauntlet match per determinare la contendente nº1 al Raw Women's Championship detenuto da Alexa Bliss, ma è stata eliminata da Nia Jax. Nella puntata di Main Event del 14 luglio, Emma è stata sconfitta da Mickie James. Nella puntata di Raw del 24 luglio, Emma è stata sconfitta da Nia Jax. Nella puntata di Main Event del 4 agosto, Emma ha sconfitto Mickie James. Nella puntata di Raw del 7 agosto, Emma ha preso parte ad un Triple Threat match assieme ad Alicia Fox e Sasha Banks per determinare una delle due sfidanti che si sarebbero affrontate per determinare la contendente nº1 al Raw Women's Championship detenuto da Alexa Bliss per SummerSlam, ma il match è stato vinto dalla Banks. Nella puntata di Raw del 14 agosto, Emma è stata sconfitta da Mickie James. Nella puntata di Raw del 21 agosto, Emma è stata sconfitta da Nia Jax. Nella puntata di Raw del 28 agosto, Emma ha sconfitto Mickie James. Nella puntata di Raw del 4 settembre, Emma e Nia Jax hanno sconfitto Alexa Bliss e Sasha Banks; con questa vittoria, sia Emma che Nia Jax sono state inserite nell'incontro per il Raw Women's Championship a No Mercy. Nella puntata di Raw dell'11 settembre, Emma è stata sconfitta da Sasha Banks. Il 24 settembre, a No Mercy, Emma ha partecipato ad un Fatal 5-Way match per il Raw Women's Championship che includeva anche la campionessa Alexa Bliss, Bayley, Nia Jax e Sasha Banks, ma il match è stato vinto dalla Bliss, che ha mantenuto il titolo. Nella puntata di Raw del 25 settembre, Emma e Nia Jax sono state sconfitte da Bayley e Sasha Banks. Nella puntata di Raw del 2 ottobre, Emma e Alicia Fox sono state sconfitte da Bayley e Sasha Banks. Nella puntata di Raw del 9 ottobre, Emma ha vinto un Fatal 5-Way Elimination match che comprendeva anche Alicia Fox, Bayley, Dana Brooke e Sasha Banks (eliminando proprio quest'ultima) con in palio la possibilità di affrontare Asuka a TLC: Tables, Ladders & Chairs. Nella puntata di Raw del 16 ottobre, Emma e Alexa Bliss sono state sconfitte da Bayley e Mickie James. Il 22 ottobre, a TLC: Tables, Ladders & Chairs, Emma è stata sconfitta da Asuka. Nella puntata di Raw del 23 ottobre, Emma è stata nuovamente sconfitta da Asuka nella rivincita di TLC.
Il 29 ottobre 2017 la WWE ha annunciato sul suo sito ufficiale il licenziamento di Emma.

### Ring of Honor (2018–2019)
Il 10 febbraio 2018 Tenille Dashwood ha debuttato nella Ring of Honor, a Honor Reigns Supreme, combattendo in coppia con Mandy Leon e sconfiggendo Kelly Klein e Stacy Shadows. Successivamente, Tenille si iscrive al primo torneo per decretare la prima campionessa femminile della Ring of Honor e conquistare il ROH Women Of Honor World Championship, sconfiggendo Stacy Shadows al primo turno. Nella puntata di ROH Manhattan Mayhem del 3 marzo, Tenille e Deonna Purrazzo hanno sconfitto Jenny Rose e Sumie Sakai. Nella puntata di ROH 16th Anniversary Show del 9 marzo, Tenille ha sconfitto Brandi Rhodes nei quarti di finale del torneo. Il 15 aprile, a ROH Masters Of The Craft, Tenille fa squadra con Deonna Purrazzo e Sumie Sakai sconfiggendo Brandi Rhodes, Jenny Rose e Madison Rayne. Nella puntata di ROH on SBG del 21 aprile, Tenille è stata sconfitta da Sumie Sakai nella semifinale del torneo, non riuscendo dunque a conquistare il titolo. Il 9 maggio, a ROH/NJPW War Of The Worlds 2018 - Tag 1, Tenille e Sumie Sakai hanno sconfitto Deonna Purrazzo e Skylar. L'11 maggio, a ROH/NJPW War Of The Worlds 2018 - Tag 2, Tenille e Jenny Rose hanno sconfitto Alexia Nicole e Xandra Bale. Il 12 maggio, a ROH/NJPW War Of The Worlds 2018 - Tag 3, Tenille e Jenny Rose hanno sconfitto Stella Grey e Sumie Sakai. Il 24 maggio, a ROH Honor United - Tag 1, Tenille e Sumie Sakai sono state sconfitte da Chardonnay e Kelly Klein. Il 25 maggio, a ROH Honor United - Tag 2, Tenille ha sconfitto Kelly Klain. Nella puntata di ROH on SBG del 2 giugno, Tenille ha sconfitto Karen Q. Il 15 giugno, a ROH State Of The Art - Tag 1, Tenille e Sumie Sakai hanno sconfitto Kelly Klein e Thunder Rosa. Il 16 giugno, a ROH State Of The Art - Tag 2, Tenille ha sconfitto Thunder Rosa. Il 29 giugno, a ROH Best In The World, Tenille fa squadra con Jenny Rose, Mayu Iwatani e Sumie Sakai sconfiggendo Kelly Klein e le Oedo Tai (Hana Kimura, Hazuki e Kagetsu). Nella puntata di ROH on SBG dell'11 agosto, Tenille prende parte ad un Fatal 4-way match insieme a Karen Q, Kelly Klein e Madison Rayne per determinale la prima sfidante al ROH Women Of Honor World Championship detenuto da Sumie Sakai, ma è stato vinto dalla Rayne. Il 28 settembre, a ROH Death Before Dishonor, Tenille ha sfidato Sumie Sakai per il ROH Women Of Honor World Championship, ma è stata sconfitta per decisione arbitrale; dopo il match nel backstage, la Dashwood viene brutalmente attaccata e infortunata da una persona misteriosa. Tutto ciò è una storyline che serve per giustificare un infortunio legittimo della Dashwood, la quale ha bisogno di una urgente necessità di intervento. La Ring of Honor ha annunciato che quando Tenille avrà la libertà da parte dei medici di poter ritornare a lottare, farà ancora parte della federazione. In una puntata della ROH nell'aprile 2019, Bully Ray schianta la Dashwood attraverso un tavolo nel backstage, giustificando così la sua assenza negli show a venire, lasciando dunque la compagnia.

### Impact Wrestling (2019–2022)
Il 29 luglio 2019, Impact Wrestling annuncia via Twitter che la Dashwood ha firmato un contratto con la compagnia. Nella puntata di Impact del 30 agosto, Tenille effettua il suo debutto ufficiale confrontandosi con la Impact Knockout's Champion Taya Valkyrie, per poi attaccarla durante il suo ingresso sulla rampa e posare con l'Impact Knockout's Championship, stabilendosi quindi come face. Nella puntata di Impact del 13 settembre, Tenille ha sconfitto Kiera Hogan. Nella puntata di Impact del 27 settembre, Tenille ha sconfitto Madison Rayne. Nella puntata di Impact del 4 ottobre, Tenille ha preso parte ad un Triple Threat match insieme a Kiera Hogan e Madison Rayne, vincendo la contesa e sfidando la campionessa Taya Valkyrie per l'Impact Knockouts Championship. Nella puntata di Impact del 18 ottobre Tenille, Jordynne Grace e Rosemary hanno sconfitto Kiera Hogan, Madison Rayne e Taya Valkyrie. Il 20 ottobre, a Bound for Glory, Tenille ha sfidato Taya Valkyrie per l'Impact Knockouts Championship, ma è stata sconfitta. Il 9 novembre, a Impact Wrestling Turning Point, Tenille è stata sconfitta da Taya Valkyrie in un match non titolato. Il 10 novembre, a PPW/Impact Wrestling Overdrive, Tenille e Jordynne Grace hanno sconfitto Allie Recks e Havok. Nella puntata di Impact del 17 dicembre, Tenille è stata sconfitta da Jordynne Grace; a fine match, la salva da un attacco di Taya Valkyrie, mettendola entrambe alla fuga. Nella puntata di Impact del 7 gennaio 2020 Tenille, Jordynne Grace e ODB hanno sconfitto Kiera Hogan, Madison Rayne e Taya Valkyrie. Nella puntata di Impact del 7 aprile, Tenille fa il suo ritorno durante un'intervista, dopo diverse settimane di promo legati al suo imminente rientro, annunciando che la settimana seguente affronterà Taya Valkyrie. Nella puntata di Impact del 14 aprile, Tenille ha sconfitto Taya Valkyrie; a fine match, viene brutalmente attaccata dalla Valkyrie con delle sedie, frustata dalla sconfitta, ma viene salvata dalla campionessa Jordynne Grace, che l'allontana dopo averla colpita con un kendo stick.

### Ritorno in WWE (2022–2023)
Tornò in WWE il 28 ottobre 2022 a SmackDown rispondendo alla open challenge di Ronda Rousey per lo SmackDown Women's Championship venendo tuttavia sconfitta.
Il 1º maggio 2023, per effetto del Draft, Emma passò al roster di Raw.
Il 21 settembre 2023 venne licenziata dalla WWE.

## Vita privata
Il 30 giugno 2014 è stata arrestata per taccheggio in un negozio della città di Hartford, dove ha rubato una cover per IPod da venti dollari; per questo motivo era stata inizialmente licenziata dalla WWE, salvo poi essere riassunta pochi giorni dopo.
Tra il 2015 e il 2016 ha avuto una relazione con il collega Matt Cardona. Dal 2022 ha una relazione con il collega Michael Rallis.

## Personaggio

### Mosse finali

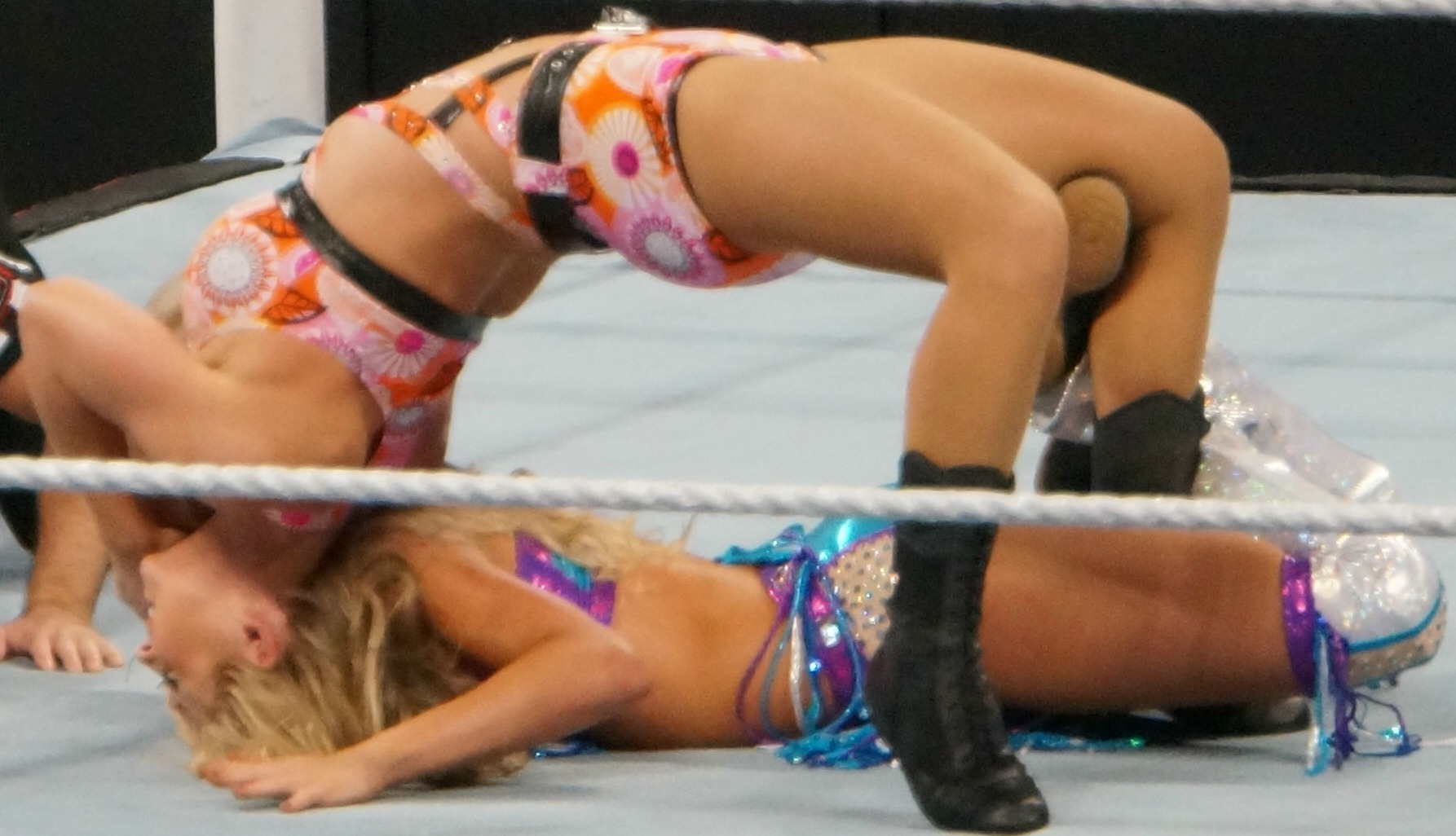
Emma mentre applica la Emma-Lock su Summer Rae

- Spotlight (Low dropkick alla testa)
- Emma-Lock (Muta lock)
- VenEmma (Right-handed thrust) – 2014

### Soprannomi
- "The Dancing Queen"

## Titoli e riconoscimenti
- Extreme Canadian Championship Wrestling
  - ECCW SuperGirls Championship (2)[9]

- Impact Wrestling
  - Impact Knockouts World Tag Team Championship (1) – con Madison Rayne

- Ohio World Wrestling
  - OWW Women's Championship (1)

- Pro Wrestling Alliance Queensland
  - Queen of the Warriors (2009)[10]

- Pro Wrestling Illustrated
  - 31ª tra le 50 migliori wrestler femminili nella PWI Female 50 (2015)[11]